# Brailly-Cornehotte

Brailly-Cornehotte este o comună în departamentul Somme, Franța. În 1 ianuarie 2022 avea o populație de 214 de locuitori.